# Engerth-Lokomotive

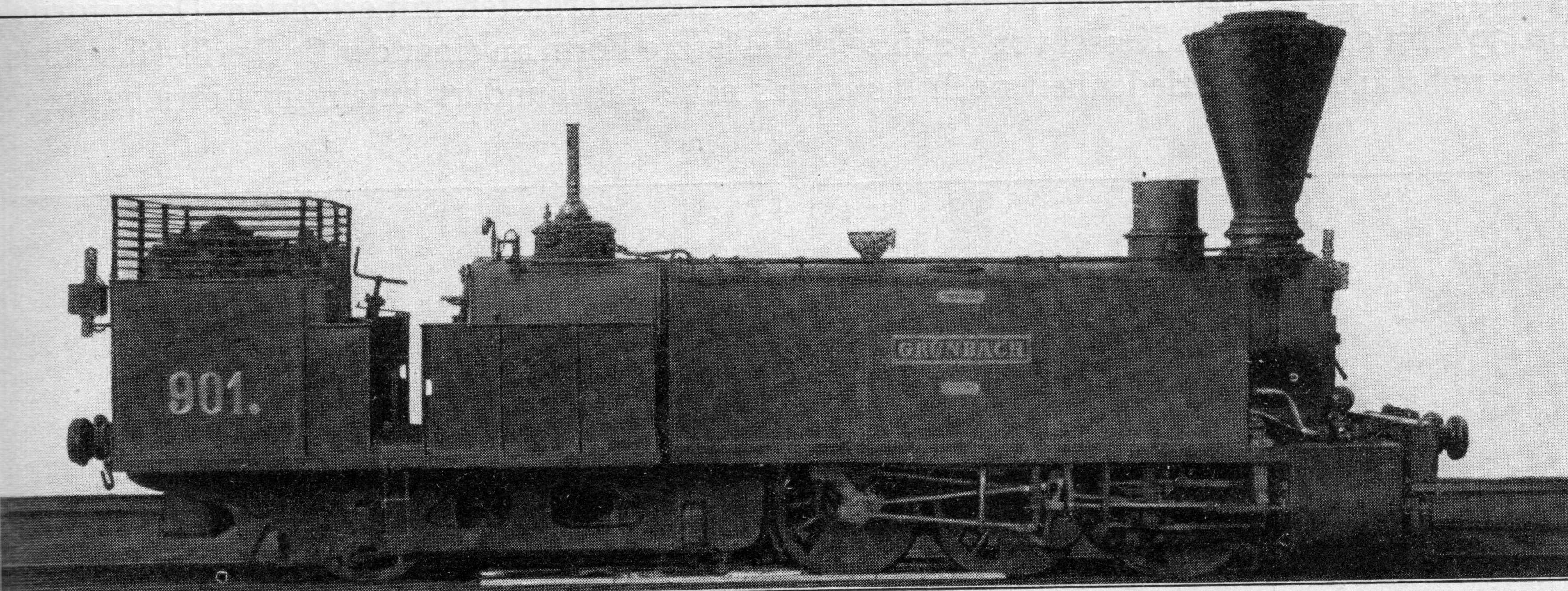
Da sich die Engerth-Lokomotiven der Südlichen Staatsbahn am Semmering bewährten, beschafften 1854 die Östliche Staatsbahn (ÖStB) und ein Jahr später die Lombardisch-venetianischen Eisenbahnen und die Buschtěhrader Eisenbahn Engerth-Maschinen mit der gleichen Achsfolge C2'. Lokomotive Nr. 901 „Grünbach“ der ÖStB.

Engerth-Lokomotiven waren Stütztenderlokomotiven, die im Anschluss an den Wettbewerb um die für den Betrieb auf der Semmeringbahn günstigste Bauform an Dampflokomotiven unter Leitung von Wilhelm von Engerth entworfen wurden.

## Ursprungsform mit angetriebenem Tender

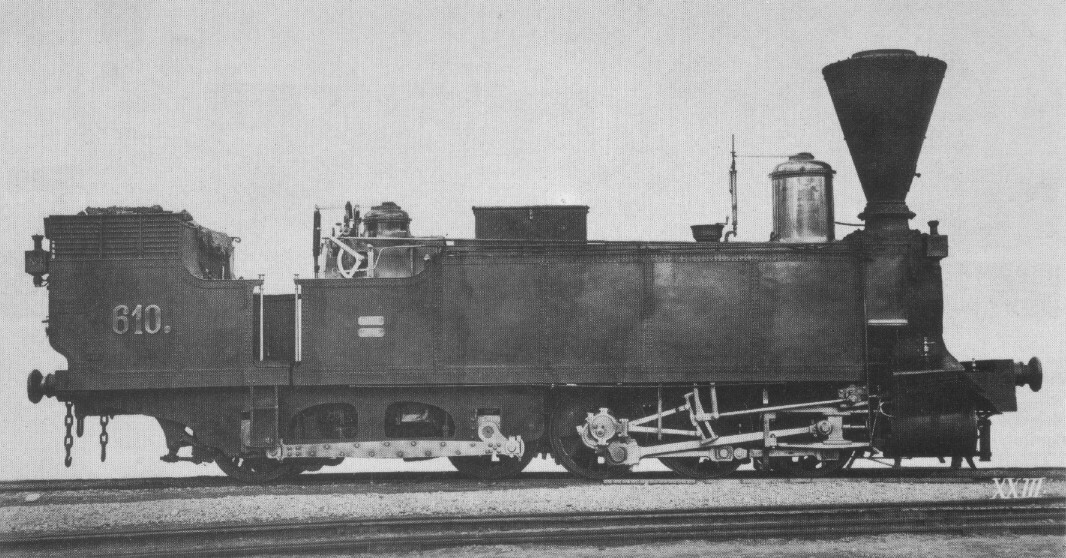
Bei der Lok Nr. 610 der Südlichen Staatsbahn in der Ursprungsausführung aus dem Jahr 1853 ist die zweite Kuppelstange für den Antrieb des Tenders deutlich zu erkennen.

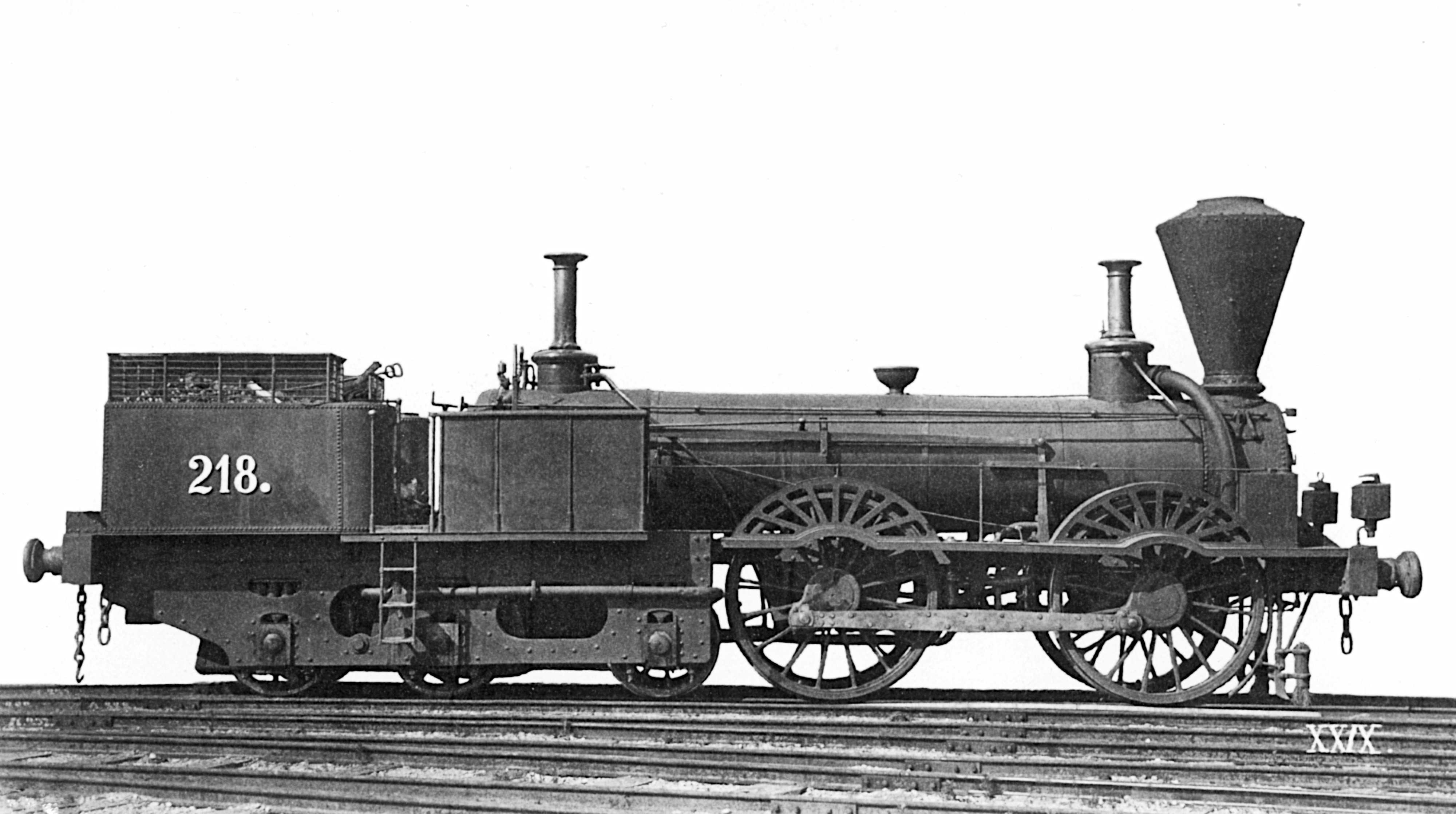
Zusätzlich zu den Engerth-Lokomotiven mit der Achsfolge C2' bestellte die Südliche Staatsbahn ab 1855 B3'-Maschinen mit größeren Treibrädern, die für Personenzüge auf der Semmeringstrecke und Güterzüge im Flachland eingesetzt wurden.

Da keine der vier Sieger-Lokomotiven des Semmeringwettbewerbs für den praktischen Betrieb auf der Semmeringbahn geeignet war, wurden unter Leitung von Wilhelm von Engerth die Vorteile der „Bavaria“ zu einer neuen Bauart weiterentwickelt, die später den Namen Engerth-Lokomotive bekam. Die drei fest im Rahmen gelagerten Kuppelachsen befanden sich unter dem Langkessel. Der weit nach hinten überhängende Kessel stütze sich auf den zweiachsigen Tender ab, dessen Vorderachse noch vor der Stehkesselvorderwand lag. Weil ein Teil des Kesselgewichts auf den Tender übertragen wurde, wird diese Bauart als Stütztenderlokomotive bezeichnet. Die Rahmen des Stütztenders reichten bis vor die Feuerbüchse, wo sie mit einem Kugelgelenk mit der Lokomotive verbunden waren. Eine entsprechende Ausbildung des Tenderrahmens erlaubte eine angemessene Breite des Feuerrostes. Der Kohlenvorrat befand sich auf dem Stütztender, der Wasservorrat wie bei einer Tenderlokomotive in den beidseits des Langkessels angebrachten Wasserkästen. Bei späteren Lieferungen wurde der Wasserkasten nicht mehr neben dem Kessel, sondern auf dem Stütztender angebracht.
Die k.k. Südliche Staatsbahn bestellte bei Cockerill in Seraing und bei der Maschinenfabrik Esslingen 26 solche Maschinen Grünschacher bis Sonnwendstein. Die Dimensionen der Gebirgslokomotiven übertrafen das damals Übliche. Das Adhäsionsgewicht, der Dampfdruck und ihre Kessel- und Zylinderabmessungen setzten neue Maßstäbe. Um auch das Adhäsionsgewicht des Stütztenders nutzbar zu machen, waren an drei der erstgelieferten Maschinen auch die Tenderachsen angetrieben. Die Kraftübertragung erfolgte durch Zahnräder, die sich zwischen den Achsen des Hauptrahmens und des Tenders befanden. Sie erwies sich als Schwachstelle, denn der Zahneingriff wurde durch die gegenseitige Drehbewegung und durch das Wanken, speziell beim Durchfahren von Gleisabschnitten mit wechselnder Überhöhung, gestört. Auch die zur Kraftübertragung getesteten Ketten- und Riemenantriebe bewährten sich nicht, so dass auf den Antrieb des Stütztenders verzichtet wurde.
Die ersten Maschinen wurden rechtzeitig zur Betriebseröffnung der Semmeringbahn fertiggestellt und konnten allen gestellten Erwartungen genügen. Damit hatte sich der Adhäsionsantrieb bei Gebirgsbahnen endgültig gegenüber dem Seilbahnprinzip durchgesetzt.

## Endgültige Bauform

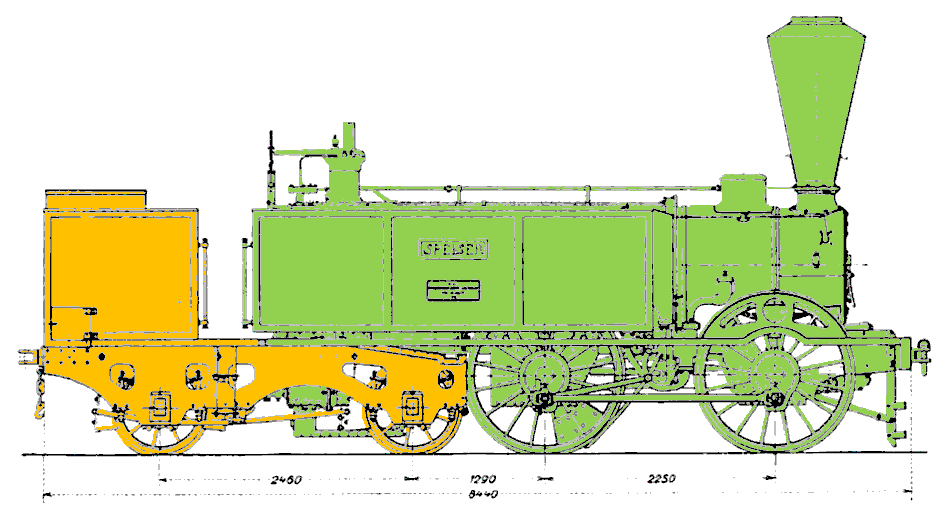
Engerth-Lokomotive Eb 2/4 der Schweizerischen Centralbahn aus dem Jahr 1857. Die eigentliche Lokomotive ist grün und der Stütztender orange dargestellt.

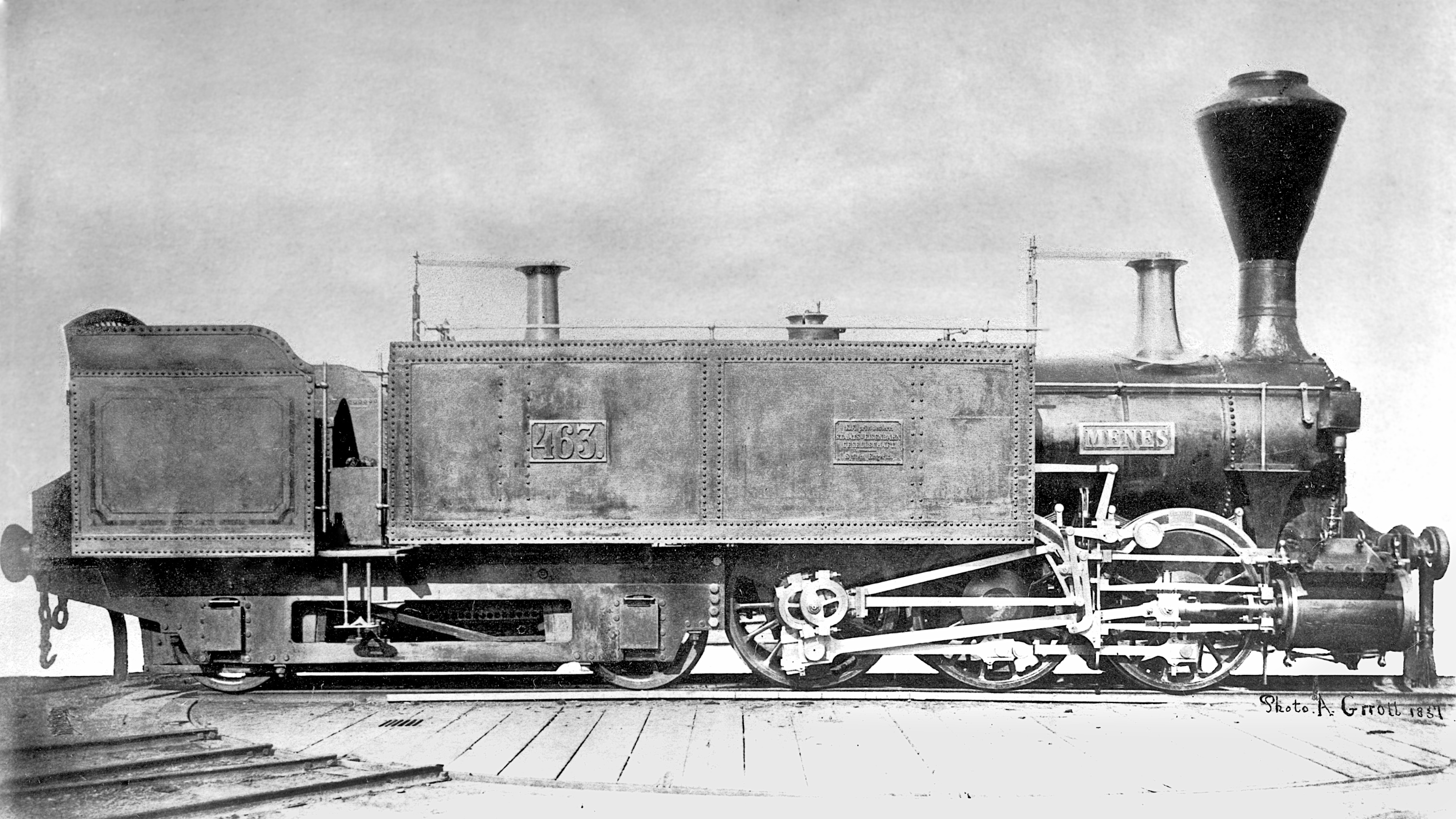
Die Güterzug-Stütztenderlokomotiven der Staats-Eisenbahn-Gesellschaft mit der Achsfolge C2' wie die abgebildete Nr. 463 „Menes“ wurden 1856 von verschiedenen Herstellern bezogen.

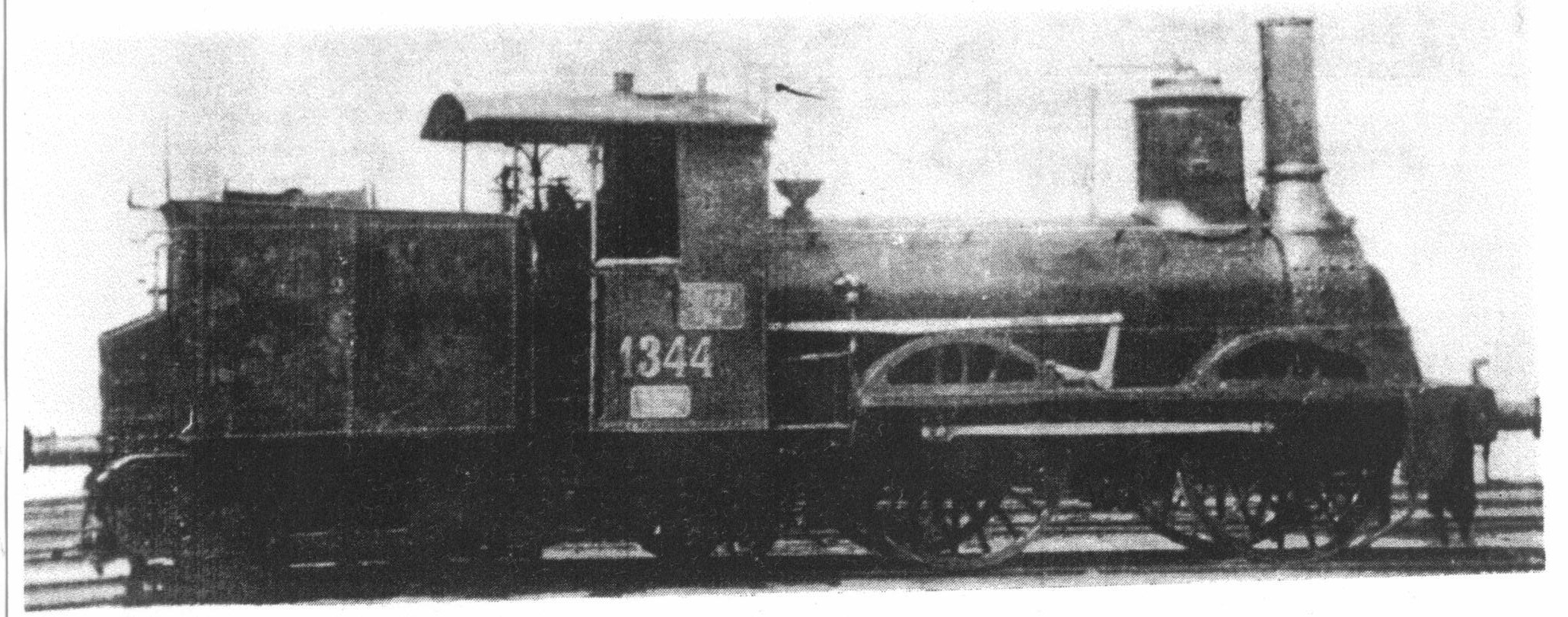
Die großrädrigen B3'-Maschinen Nr. 146–157 aus den Jahren 1857/1858 und die im Bild gezeigte Nr. 170–177 von 1863 wurden von der Österreichisch-ungarischen Staats-Eisenbahn-Gesellschaft im Schnellzugsdienst eingesetzt.

Im Gegensatz zum Antrieb des Tenders bewährte sich das Prinzip der Stütztenderlokomotive. Durch die drehbare Verbindung des Stütztenders mit der Lokomotive wurde ein kurzer fester Radstand geschaffen, der die Maschine kurvengängig machte. Der große Kessel ermöglichte den Bau von leistungsfähigen Gebirgslokomotiven, die ab 1853 am Semmering und später bei weiteren steigungsreichen Bahnen in Österreich, der Schweiz und anderen Ländern ausgezeichnete Dienste leisteten. Mehrere hundert Engerth-Maschinen wurden mit zwei- und dreiachsigem Tender als Güter- und Schnellzugslokomotiven gebaut.

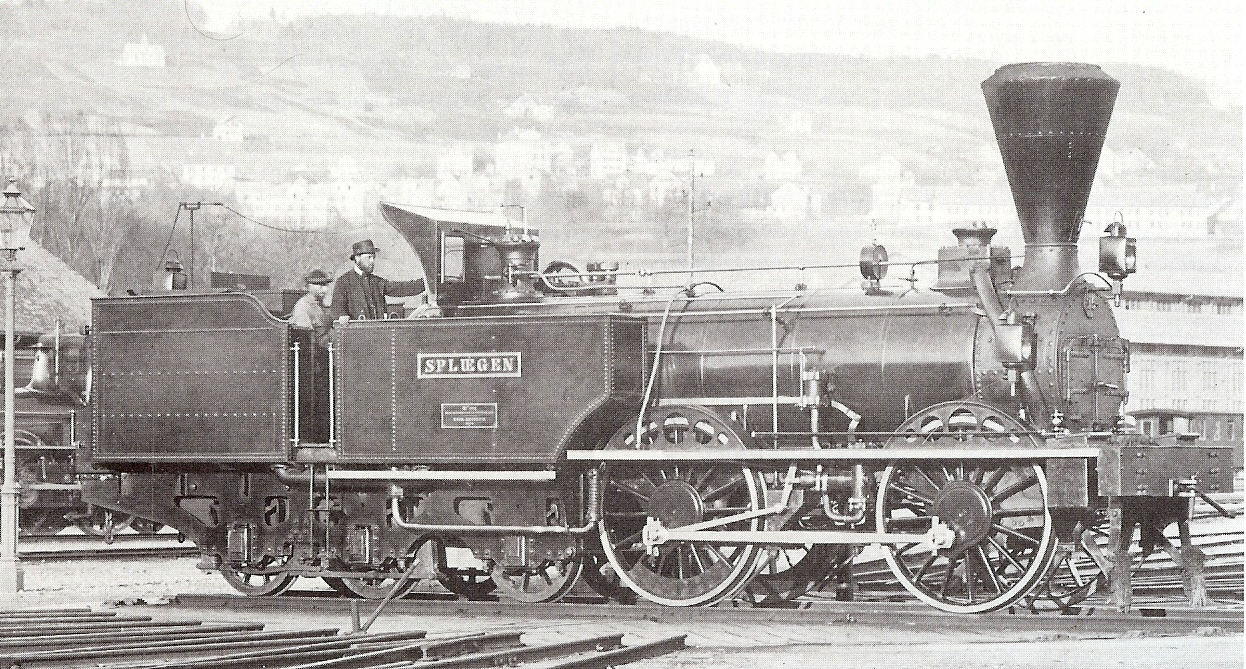
Die Vereinigten Schweizerbahnen bezogen 1857/58 von der Maschinenfabrik Esslingen 20 Engerth-Personenzuglokomotiven Eb 2/5 mit der Achsfolge B3'. Eb 2/5 Nr. 25 „Spluegen“ in Zürich.

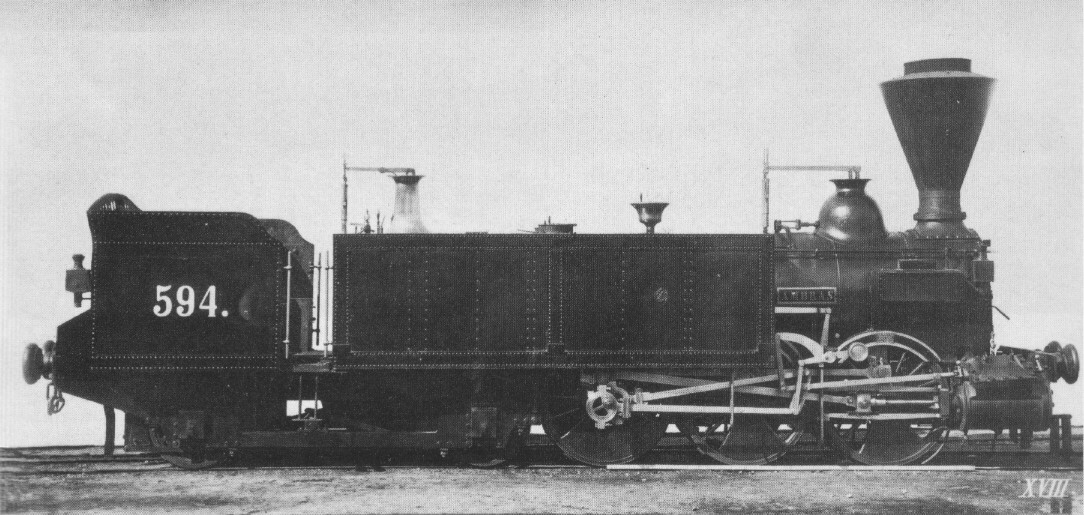
1856 von Maffei gelieferte C2'-Lokomotive Nr. 594 „Ambras“ der Tiroler Staatsbahn. 1858 gelangten die Maschinen zur Südbahngesellschaft. Da die Brennerbahn erst 1867 eröffnet wurde, kamen die Lokomotiven nie nach Südtirol.

Engerth-Lokomotiven bewährten sich auch bei Schweizer Bahnen (SCB Eb 2/4, Ec 2/5 und Ed 3/5, VSB Ec 2/5 und Eb 2/5). Bei der Jura industriel im Neuenburger Jura bestand der ganze Fuhrpark aus Engerth-Maschinen. Ebenso beschafften die Französische Nordbahn und die Französische Ostbahn Engerth-Lokomotiven, die aber vier unter dem Langkessel gelagerte Achsen besaßen. Diese Maschinen wurden bald in normale vierfach gekuppelte Lokomotiven mit Schlepptendern umgebaut. Auch bei der französischen Chemins de fer du Midi kam die Bauart Engerth zum Einsatz. In Deutschland experimentierte die Bayerische Staatsbahn mit der Stütztender-Bauform. So entstanden die Bayerische C II und die zweifach gekuppelte B V PHOENIX Engerth-Lokomotiven.
Wegen des durch den Wasserverbrauch sinkenden Adhäsionsgewichts verringerte sich während der Fahrt die Zugkraft, obwohl ein Teil des Wasservorrats auf der nicht angetriebenen ersten Stütztenderachse lastete. Mit der Zunahme des Verkehrs machten sich die beengten Platzverhältnisse auf dem Stütztender für die Kohlevorräte und das eingeschränkte Fassungsvermögen der Wasserbehälter neben dem Kessel bemerkbar. Der mit der Lokomotive fest verbundene Stütztender erschwerte die Kesselinstandhaltung und führte zu hohen Unterhaltskosten.
Die mit der weiteren technischen Entwicklung entstandenen Lokomotivkonstruktionen waren in ihrer Leistungsfähigkeit den Stütztendermaschinen ebenbürtig und so wurden im Laufe der Zeit viele Engerth-Lokomotiven umgebaut. Die Österreichische Südbahn beispielsweise, in deren Besitz die Südliche Staatsbahn nach deren Privatisierung gekommen war, ergänzte die meisten ihrer großrädrigen Engerth-Lokomotiven mit einer vierten seitlich verschiebbaren Kuppelachse und ersetzte den Stütztender durch einen Schlepptender. Einige dieser ehemaligen Engerth-Lokomotiven waren in Österreich bis in die 1930er-Jahre im Einsatz.
Nachdem bei Normalspurbahnen Stütztenderlokomotiven ihre Bedeutung verloren hatten, wurden insbesondere für den Einsatz auf Schmalspurstrecken mit engen Kurvenradien Engerth-Stütztenderlokomotiven zu den Bauarten Klose und Krauss weiterentwickelt.

## Erhaltene Engerth-Lokomotiven

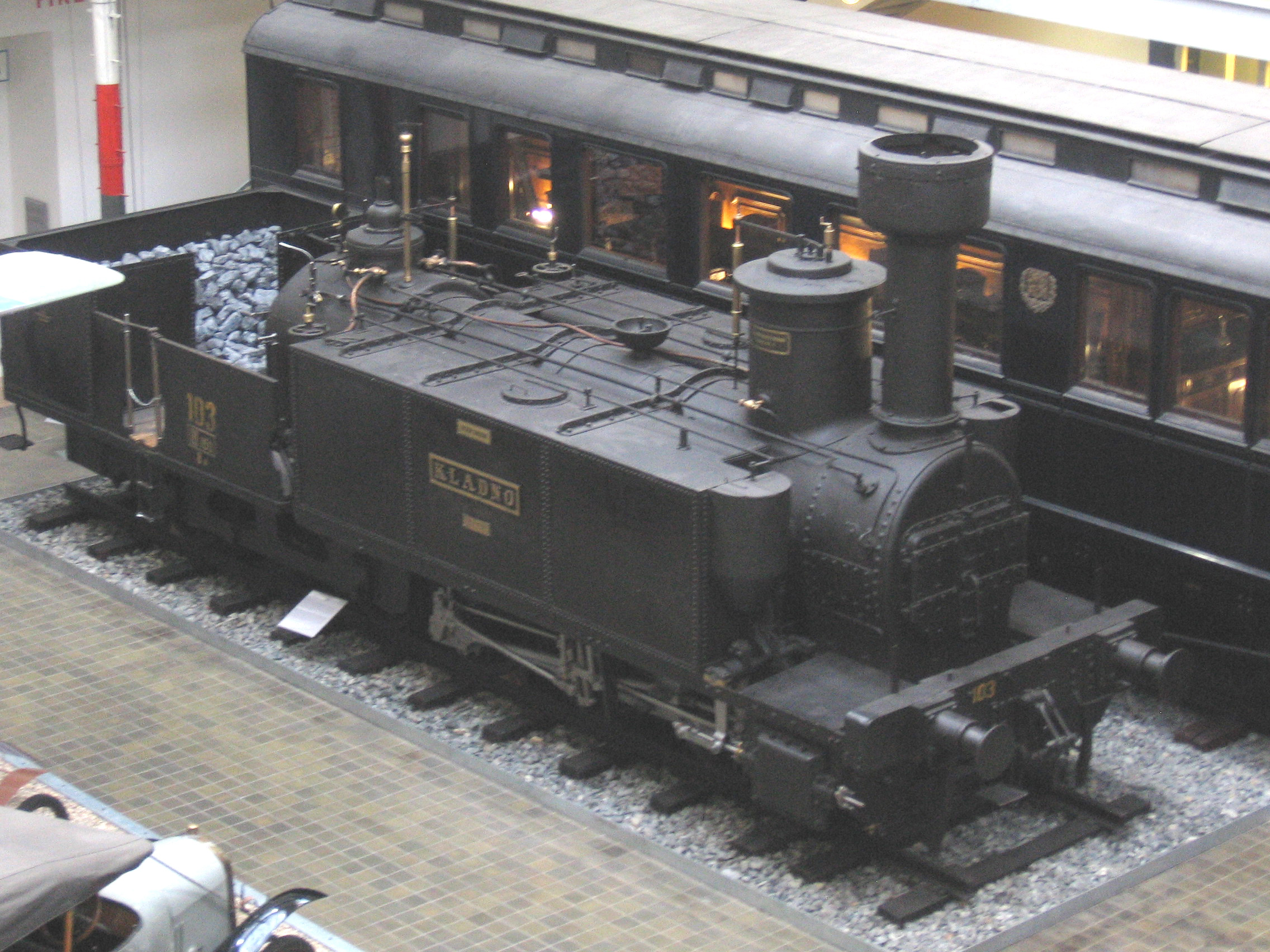
Lokomotive Reihe I „Kladno“ der Buschtěhrader Eisenbahn von 1855, ausgestellt im Technischen Nationalmuseum Prag.
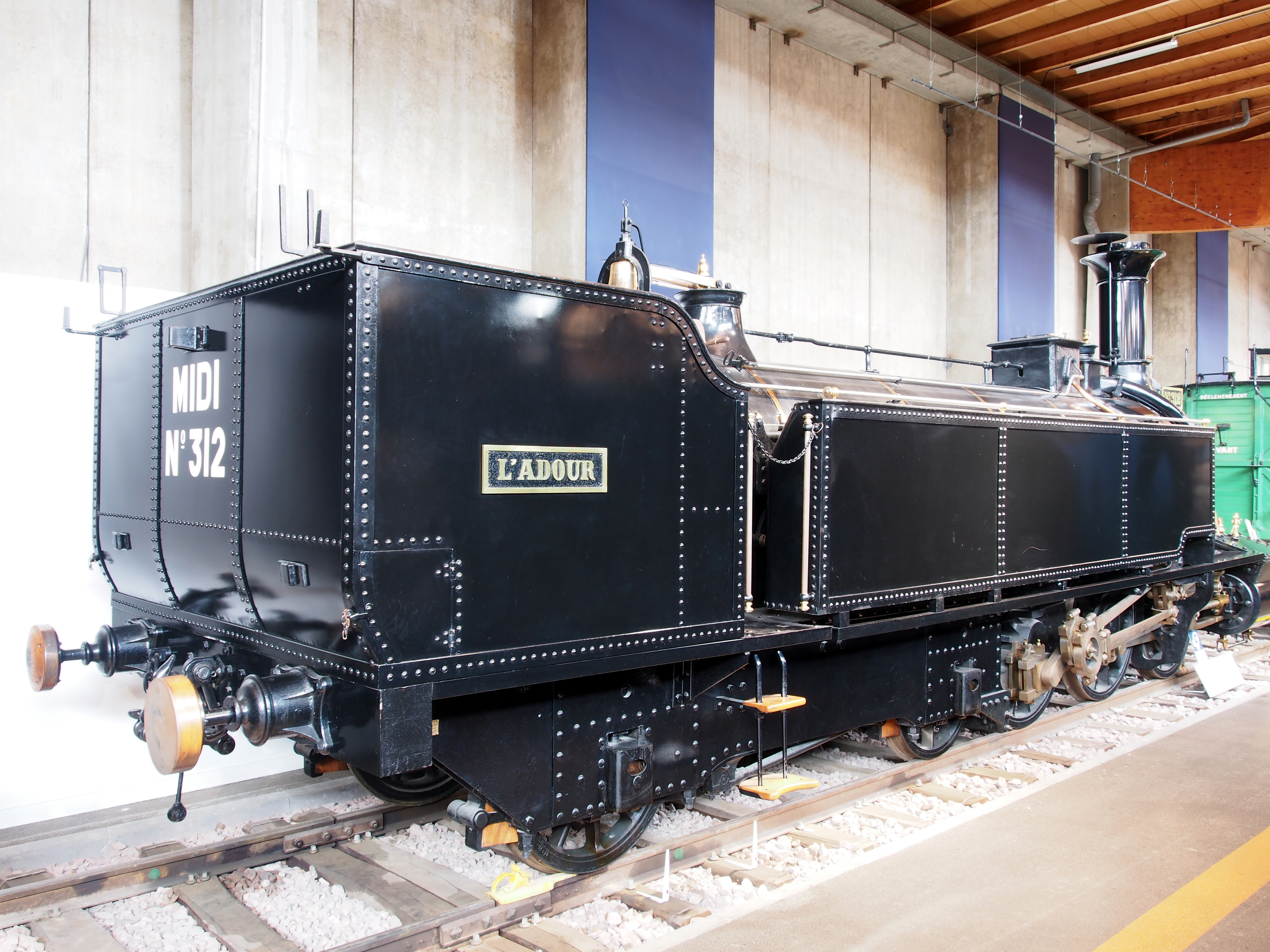
Lok Nr. 312 „l'adour“ aus dem Jahr 1856 der Chemins de fer du Midi im Eisenbahnmuseum Mülhausen.
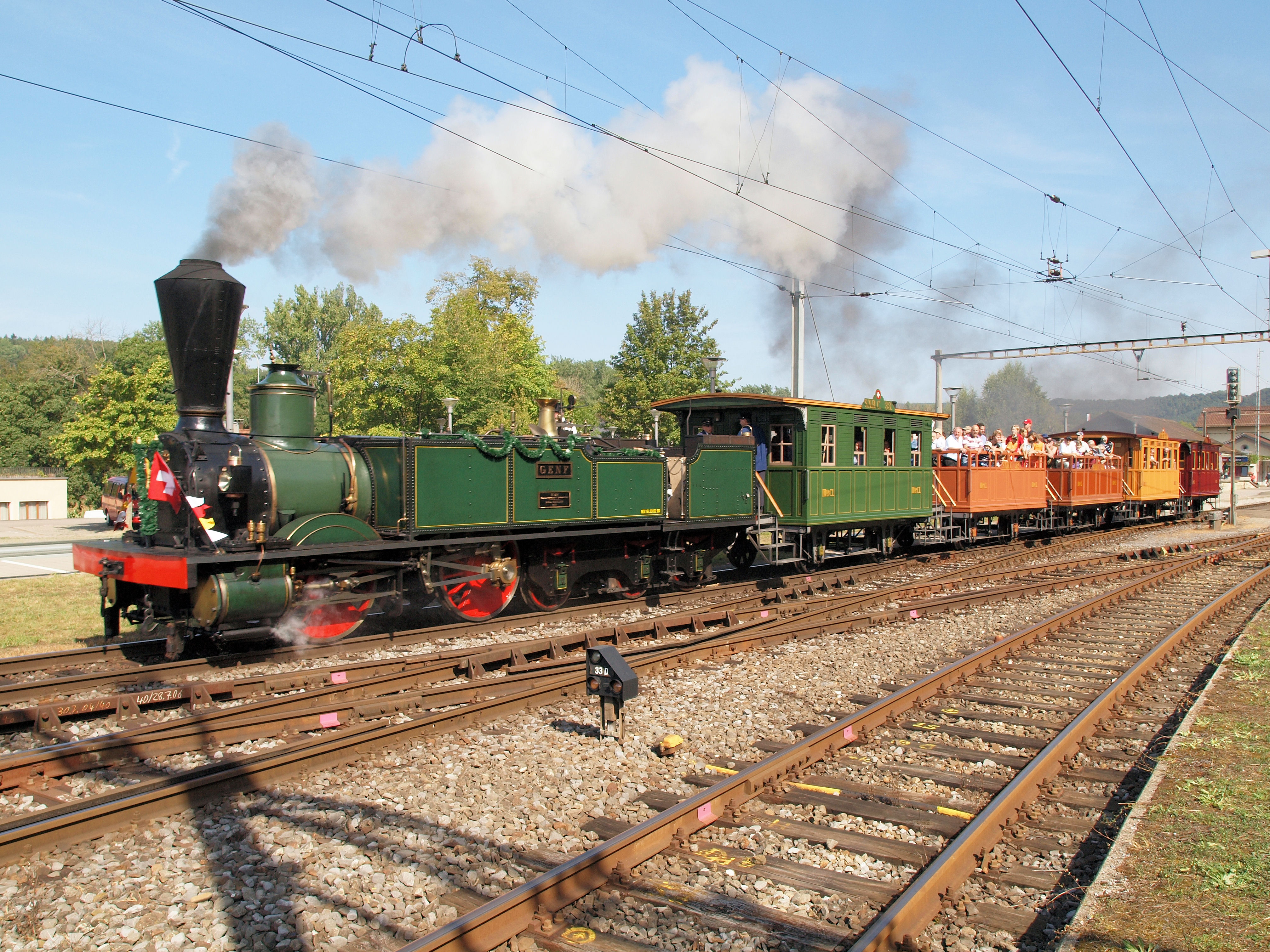
Die 1858 von der Schweizerischen Centralbahn beschaffte Ec 2/5 28 „Genf“, hier bei einer Jubiläumsveranstaltung, steht im Verkehrshaus der Schweiz.

## Varia
Der Engerth-Lokomotive „Karlstein“ der Serie StEG I 178–270 wurde 1966 eine Briefmarke der damaligen tschechoslowakischen Post gewidmet. Auf zwei österreichischen Briefmarken und einer Gedenkmünze sind Engerth-Lokomotiven der Semmeringbahn abgebildet. Auf einer am 19. Juni 2004 herausgegebenen 55-Cent-Briefmarke ist die Lokomotive „Kapellen“ abgebildet. Eine Gedenkbriefmarke zum 200-Jahr-Jubiläum der Semmeringbahn mit 62 Cent Wert wurde am 7. April 2014 herausgegeben und zeigt Wilhelm von Engerth mit der gleichen Lokomotive.